# Шванау
Шванау (нем. Schwanau) — община в Германии, в земле Баден-Вюртемберг.
Подчиняется административному округу Фрайбург. Входит в состав района Ортенау. Население составляет 6846 человек (на 31 декабря 2010 года). Занимает площадь 38,33 км².